# Willem II van Gulik (hertog)
Willem II van Gulik (ca. 1326 - 13 december 1393) was van 1361 tot 1393 de tweede hertog van Gulik en de zevende Willem uit het huis Gulik. Hij was de tweede zoon van graaf, vanaf 1356 hertog, Willem I/VI van Gulik  (1299-1361) en van Johanna van Henegouwen-Holland (ca. 1315-1374).
Sinds 1343 was Willem mederegent van zijn vader. Hij lag echter vaak overhoop met zijn vader en sloot deze zelfs op tussen 1349-1351. Willem eiste vele jaren de graafschappen Holland en Zeeland op, maar faalde in deze strijd tegenover het huis Wittelsbach. Willem volgde zijn vader in 1361 op, zijn oudere broer Gerard was in 1360 tussentijds overleden. Willem participeerde in de Gelderse Broederstrijd (1351-1360) tussen zijn zwagers Reinoud en Eduard voor de controle over het hertogdom Gelre, hierbij steunde hij Eduard. Hij nam deel aan de Slag bij Baesweiler in 1371, waar zijn zwager Eduard dodelijk gewond raakte en hij Wenceslaus I van Luxemburg gevangen nam. Zijn andere zwager Reinoud III overleed ook hetzelfde jaar zonder erfgenamen, waarna de Eerste Gelderse Successieoorlog ontstond tussen Willem met zijn vrouw Maria (zij was de jongste halfzus van Reinoud III en Eduard) en Maria's zuster Mechteld van Gelre, vrouw van Jan II van Blois. Bij de belening van zijn minderjarige zoon in 1372 als hertog van Gelre en graaf van Zutphen werd hij benoemd als voogd. Hij zou dat blijven tot de herbelening in 1377 van de inmiddels meerderjarige, veertienjarige, Willem I/III.
Tijdens diverse gevechten verloor hij onder meer Kaiserswerth en Zülpich, maar won Monschau (Montjoie), Randerath en Linnich. Hij verkocht in 1358 Zichem aan Reinoud I van Schoonvorst voor 70.000 goudmunten.
Op Willem II is een ererede opgenomen in de reeks van het wapenboek Gelre. Ereredes zijn korte gedichten waarin de heraut een overzicht geeft van de eervolle wapenfeiten van tijdens het leven van een ridder met afbeelding van zijn wapen.

## Huwelijk en kinderen
Willem huwde in december 1362 met Maria van Gelre (1328-november 1397), een dochter van Reinoud II van Gelre. Zij hadden voor zover bekend drie kinderen:
- Johanna (-1394 of 1415), huwde in 1376 met graaf Jan V van Arkel (1362-1428). Haar kleinzoon Arnold van Egmont volgde haar broer Reinoud op als hertog van Gelre.
- Willem I (1364-1402), hertog van Gelre (1372) en als Willem III hertog van Gulik (1393)
- Reinoud IV (1365-1423), hertog van Gelre en Gulik vanaf 1402

## Voorouders
| Voorouders van Willem II van Gulik | Voorouders van Willem II van Gulik                                    | Voorouders van Willem II van Gulik                                    | Voorouders van Willem II van Gulik                                    | Voorouders van Willem II van Gulik                                    | Voorouders van Willem II van Gulik                                       | Voorouders van Willem II van Gulik                                       | Voorouders van Willem II van Gulik                                       | Voorouders van Willem II van Gulik                                       |
| ---------------------------------- | --------------------------------------------------------------------- | --------------------------------------------------------------------- | --------------------------------------------------------------------- | --------------------------------------------------------------------- | ------------------------------------------------------------------------ | ------------------------------------------------------------------------ | ------------------------------------------------------------------------ | ------------------------------------------------------------------------ |
| Overgrootouders                    | Willem IV van Gulik (1210-1278) ∞ Margaretha van Gelre (-)            | Willem IV van Gulik (1210-1278) ∞ Margaretha van Gelre (-)            | Willem van Kessel (-) ∞ ? (-)                                         | Willem van Kessel (-) ∞ ? (-)                                         | Jan II van Avesnes (1247–1304) ∞ 1270 Filippa van Luxemburg (1252-1311)  | Jan II van Avesnes (1247–1304) ∞ 1270 Filippa van Luxemburg (1252-1311)  | Karel van Valois (1270-1325) ∞ 1290 Margaretha van Anjou (1273-1299)     | Karel van Valois (1270-1325) ∞ 1290 Margaretha van Anjou (1273-1299)     |
| Grootouders                        | Gerard V van Gulik (1250-1328) ∞ ?                                    | Gerard V van Gulik (1250-1328) ∞ ?                                    | Gerard V van Gulik (1250-1328) ∞ ?                                    | Gerard V van Gulik (1250-1328) ∞ ?                                    | Willem III van Holland (1287-1337) ∞ 1305 Johanna van Valois (1294-1352) | Willem III van Holland (1287-1337) ∞ 1305 Johanna van Valois (1294-1352) | Willem III van Holland (1287-1337) ∞ 1305 Johanna van Valois (1294-1352) | Willem III van Holland (1287-1337) ∞ 1305 Johanna van Valois (1294-1352) |
| Ouders                             | Willem VI van Gulik (1299-1361) ∞ Johanna van Henegouwen (1315-1374), | Willem VI van Gulik (1299-1361) ∞ Johanna van Henegouwen (1315-1374), | Willem VI van Gulik (1299-1361) ∞ Johanna van Henegouwen (1315-1374), | Willem VI van Gulik (1299-1361) ∞ Johanna van Henegouwen (1315-1374), | Willem VI van Gulik (1299-1361) ∞ Johanna van Henegouwen (1315-1374),    | Willem VI van Gulik (1299-1361) ∞ Johanna van Henegouwen (1315-1374),    | Willem VI van Gulik (1299-1361) ∞ Johanna van Henegouwen (1315-1374),    | Willem VI van Gulik (1299-1361) ∞ Johanna van Henegouwen (1315-1374),    |
| Willem II van Gulik (1326-1393)    |                                                                       |                                                                       |                                                                       |                                                                       |                                                                          |                                                                          |                                                                          |                                                                          |